# جنجال سخنان پاپ بندیکت شانزدهم درباره اسلام
جنجال سخنان پاپ بندیکت شانزدهم دربارهٔ اسلام در پی اظهارات پاپ بندیکت شانزدهم، رهبر کاتولیک‌های جهان، در روز سه شنبه۱۲ سپتامبر ۲۰۰۶، در دانشگاه رگنسبورگ آلمان ایجاد شد. او مدرک دکترای الهیات خود را نیز از این دانشگاه دریافت کرده بود. 

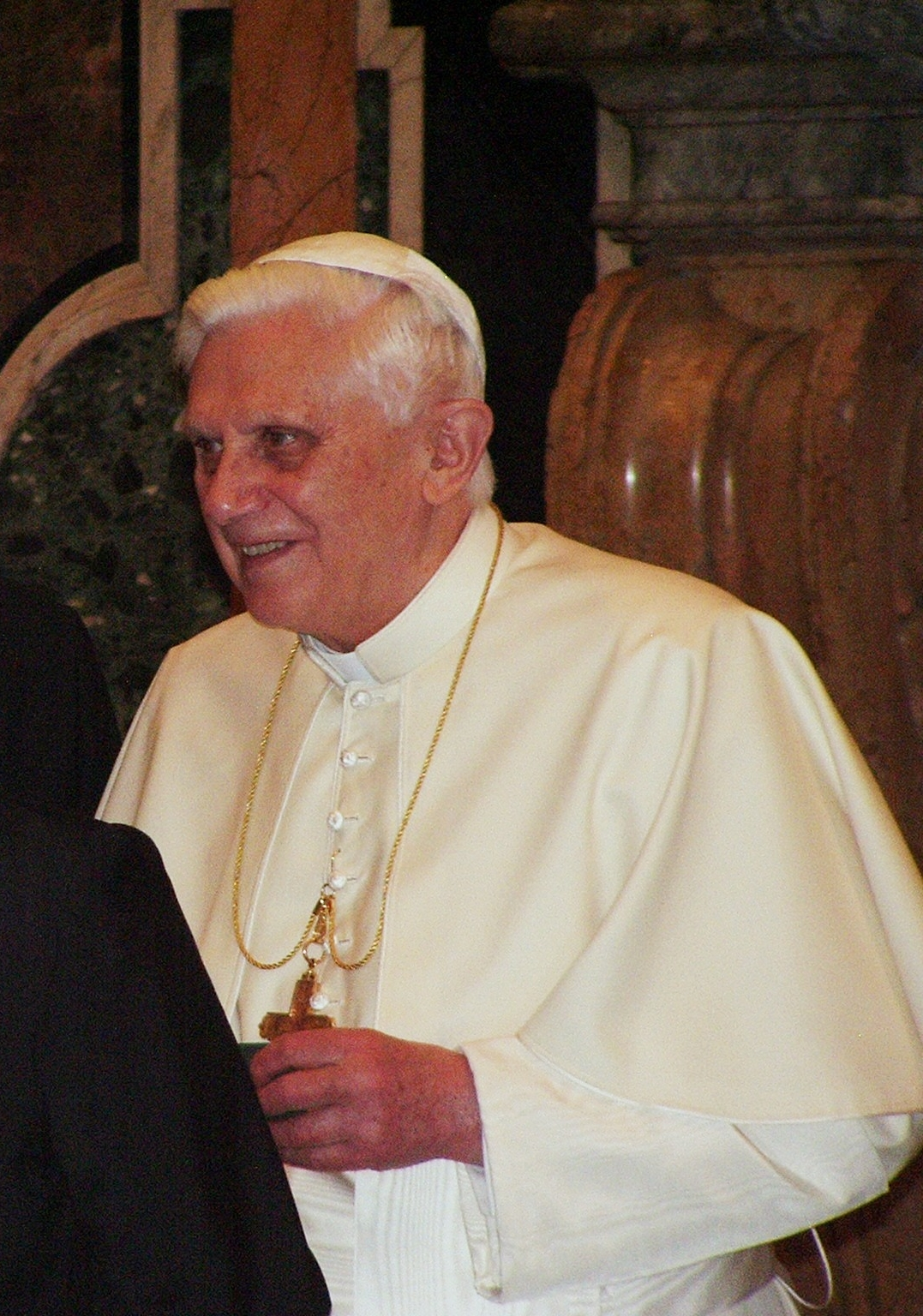
نگاره‌ای از پاپ بندیکت شانزدهم - ژانویهٔ ۲۰۰۶

پاپ در نطق خود که دربارهٔ «عقیده، منطق و بازتابها در دانشگاه» بود، سخنانی از یک امپراتور مسیحی قرن چهاردهم مانوئل دوم قسطنطنیه که به یک مسافر ایرانی گفته بود رانقل کرد:
محمد برای جهان فقط شرارت و اعمال غیرانسانی به ارمغان آورده و از جمله دستور داده که دین را با زبان شمشیر گسترش دهید.

## واکنش‌ها

### ترکیه
پس از این سخنرانی پاپ تصمیم به سفر به ترکیه گرفت. رجب طیب اردوغان، نخست وزیر ترکیه، سخنان پاپ را تاسف‌انگیز و زشت توصیف کرد و در پاسخ به این سؤال که سفر پاپ انجام خواهد شد گفت: من اطلاعی ندارم. پیش از این سفر تظاهرات چند هزار نفری در ترکیه در مخالفت با آن برگزار شد. علی بارداک اوغلو، رئیس سازمان امور دیانت ترکیه، اظهارات رهبر کاتولیک‌های جهان را خصمانه توصیف کرد. بارداک اوغلو به ذکر جنایاتی که جنگجویان صلیبی کلیسای کاتولیک رومی در قرون وسطی علیه مسیحیان ارتدکس و یهودیان و همچنین مسلمانان، مرتکب شده‌اند پرداخت.

### ایران
سید علی خامنه‌ای در اولین اظهار نظر رسمی خود نسبت به اظهارات پاپ گفت:
جنبه مهم‌تر سخنان بسیار تاسف‌انگیز پاپ، سیاست‌های استکباری پشت پرده اینگونه اظهارات یعنی کمک به بحران‌آفرینی مذهبی، قرار دادن پیروان مذاهب مختلف در مقابل یکدیگر و جلوگیری از همکاری ملت‌ها و پیروان مذاهب الهی است.
پس از این سخنرانی احمد خاتمی، امام جمعه موقت، در خطبه‌های نماز جمعه از آنچه که اهانت پاپ به اسلام خواند ابراز تاسف کرد.
سخنگوی وزارت امور خارجه ایران نیز ضمن تقبیح اظهارات پاپ آن را ناشی از برداشت‌های سیاسی و مغایر با مفاهیم متعالی و معنوی ادیان الهی دانست.

### هند
پلیس در کشمیر تحت کنترل هند روزنامه‌هایی را که متن سخنرانی پاپ را منتشر کرده بودند را جمع‌آوری کرد تا از بروز هر گونه تنش در این منطقه مورد مناقشه پیشگیری کند.

## ابراز تأسف
دربار واتیکان با صدور یک بیانیه که در واکنش به اعتراض مسلمانان به سخنان پاپ منتشر شد، اعلام کرد که رهبر کاتولیکهای جهان، از اینکه سخنان وی، نادرست تعبیر شده ناراحت است. فدریکو لومباردی، سخنگوی پاپ، گفت: روشن است که نیت پدر مقدس تشویق احترام و گفتگو در قبال سایر ادیان و فرهنگ‌ها بوده است که این آشکارا شامل اسلام هم می‌شود.